# Sant’Omobono Terme

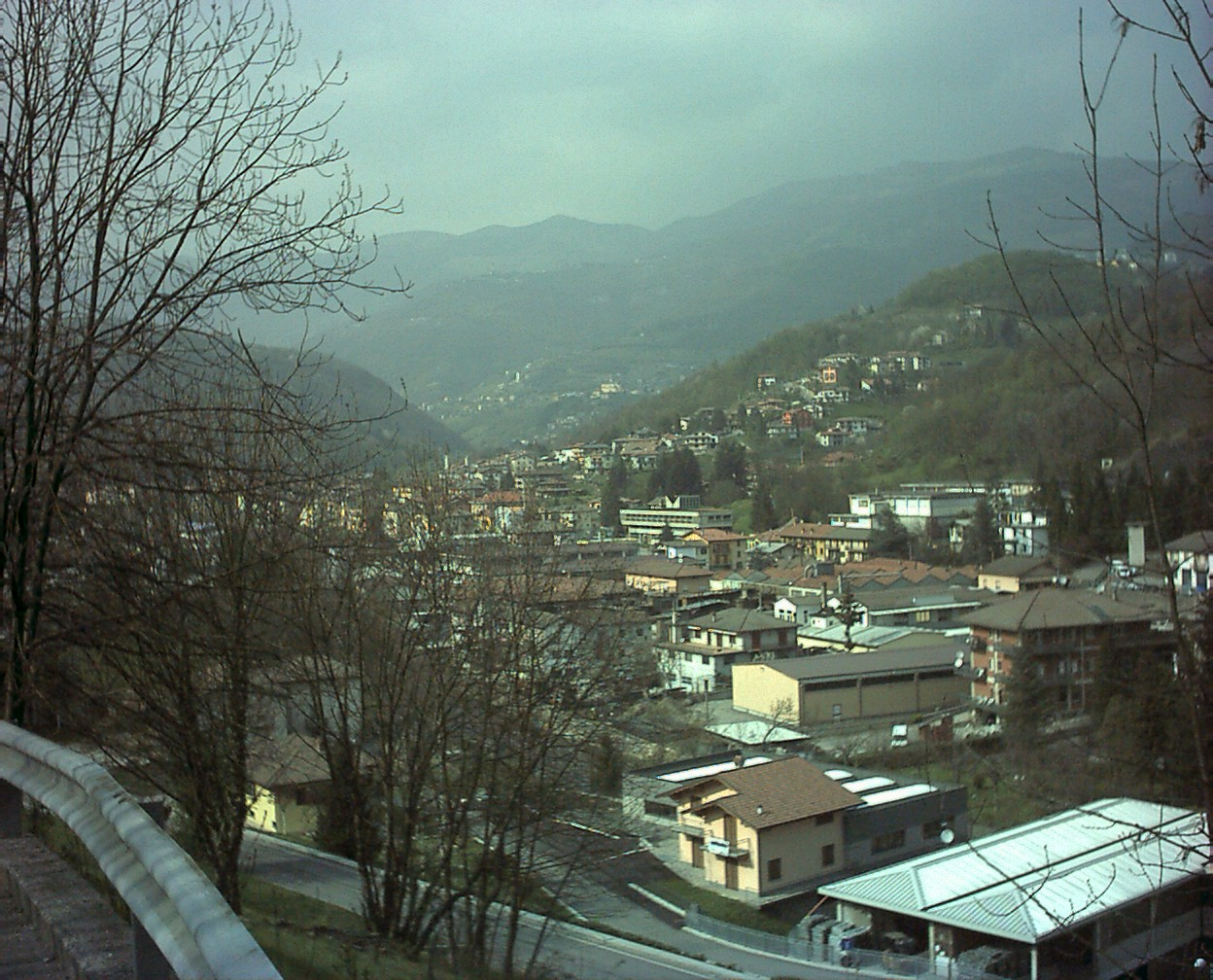
Panorama von Sant’Omobono Terme

Sant’Omobono Terme ist eine norditalienische Gemeinde (comune) mit 3899 Einwohnern (Stand 31. Dezember 2023) in der Provinz Bergamo in der Lombardei. Bis 2004 hieß die Gemeinde noch Sant’Omobono Imagna. Sie liegt im Valle Imagna etwa 17 Kilometer nordwestlich von Bergamo.
Die Gemeinde ist ein Zusammenschluss aus den Ortschaften Cepino, Mazzoleni, Selino Alto und Selino Basso. Am 21. Januar 2014 wurde Valsecca nach Sant’Omobono Terme eingemeindet.